# Upplands runinskrifter 925
Upplands runinskrifter 925 är en vikingatida runsten av gråröd finkornig granit i Uppsala domkyrka, Uppsala och Uppsala kommun. Ligger dold under murar och pelare.
Runsten av grå granit, 0,7 meter lång och 0,6 meter bred. Inskriptionen är vänd uppåt. På norra delen är en man till häst. Runhöjden är 9-10 cm. Runstenen är belägen i Sturekoret, under östra pelaren, och kan delvis ses i en 1 decimeter djup nedfällning i golvet. Nyfunnen 1972.
I kyrkan finns sammanlagt 14 stycken runstenar, där endast 2 är synliga (U 924  och U 925).

## Inskriften
Translitterering av runraden:
' ihulbiarn ' uk ' alfnthan ' uk ' þelfi ' litu ' risa ' stin ' at ' kak ' sun ' sin ' uk ' faþur ' sin ' uaʀ ' tauþr ' i suþr ' kakr '
Normalisering till runsvenska:
Igulbiorn ok Halfdan ok Þialfi letu ræisa stæin at Kag(?)/Gag(?), sun sinn ok faður sinn. Vaʀ dauðr i suðr Kagʀ(?)/Gagʀ(?).
Översättning till nusvenska:
Igulbjörn ocli Halvdan och Tjälve läto resa stenen efter kak, sin son och sin fader. Var död i söder kakr.
Igulbjörn är far till kak, kanske samma Igulbjörn som är nämnd på U 922, som ligger under södra pelaren vid Gustavianska gravkoret.